# Viktor Karlík
Viktor Karlík (* 13. března 1962, Praha) je český malíř, grafik, autor plastik a objektů, spoluzakladatel a redaktor Revolver Revue. Je považován za nejvýraznějšího výtvarníka tzv. druhé generace českého undergroundu.

## Život
Po absolvovaní Střední průmyslové školy grafické v Praze (1981) byl zaměstnán v depozitáři Orientální sbírky Národní galerie jako restaurátor. V osmdesátých letech se podílel na řadě samizdatových a jiných neoficiálních kulturních aktivit
V roce 1985 spoluzaložil s Jáchymem Topolem a Ivanem Lamperem samizdatový časopis Jednou nohou, později Revolver Revue, kde působí jako grafik a redaktor dodnes a v roce 1995 časopis Kritická Příloha Revolver Revue (s Terezií Pokornou a Michaelem Špiritem).
V listopadu 1989 byl spoluzakladatelem Nezávislého tiskového střediska v galerii U Řečických v Praze. V roce 1990 stál u zrodu týdeníku Respekt (je autorem loga).
Je autorem Ceny Revolver Revue – bronzové plakety s motivem RR, bronzové pamětní desky undergroundového hudebníka Milana Mejly Hlavsy (odhaleno v Praze 2005) a bronzových cen Mezinárodního festivalu dokumentárních filmů Jihlava.
Vydavatelskou, redakční a také kurátorskou prací na vybraných projektech, zaměřených především na neznámé, zakázané či nepohodlné osobnosti a díla, se vedle vlastní tvorby zabývá dodnes.
Svou tvorbu vystavoval dlouho pouze mimo oficiální platformy v bytech a zahradách přátel (1982 v bytě Jáchyma Topola, 1987 u Terezie a Ludvíka Hradilkových atd.). Od 1990 vystavuje doma i v zahraničí, jeho práce jsou zastoupeny ve veřejných sbírkách (Národní galerie v Praze) a v řadě soukromých sbírek v Čechách i v cizině.
Karlíkova volná tvorba prošla několika etapami, přičemž první fáze byla divoce expresivní, primitivizující, další, patrná již koncem osmdesátých a na začátku devadesátých let, pak překvapivě mnohem racionálnější a konceptuálnější (Cyklus Kanály, objekty Zlatá popelnice, Mládenec, Mrtvý štětec a Nemocný štětec). Na začátku devadesátých let vytvořil řadu asambláží, které pracují s všedními a nalezenými atributy městského provozu.
Po tomto cyklu s názvem Překližky – Nálezy (1991–94) se opět vrátil k malbě cyklem Nature morte (1995), kde vytříbeným hutným rukopisem v minimalistickém aranžmá předkládá fragmenty, zejména mrtvých zvířat. Město a jeho „obyčejné“ charisma a omšelá pouliční výbava se v nové podobě vracejí v cyklu grafik a obrazů Centrum periferie (od roku 1996) a v industriálně laděném cyklu Světla města (od 1990), jemuž dominují bronzové reliéfy, objekty a sochy pouličních lamp a jiného městského mobiliáře.
Graficky upravil řadu publikací, některé z nich ilustroval (1997, 1998, 2005 Magorovu Summu, 2007 Zbyněk Hejda Sny…, 2010 Vít Kremlička: Autentický kulovátor, 2008 Andrej Stankovič, 2013 Filip Topol: Jako pes, 2015 J. H. Krchovský: Tak ještě jedno jaro tedy ). Za grafickou práci získal několik ocenění: Grafika roku 2000, čestné uznání za album Linolea, Nejkrásnější česká kniha roku 2004, Černé práce / Black Works (linolea 2000 – 2004) 3. místo, Grafika roku 2006, čestné uznání za serigrafii Černé práce.
Ke stému výročí narození básníka a prozaika Jana Hanče vytvořil v roce 2016 sedm reliéfů s jeho texty. Přímo na chodníku Masných krámů v Křižíkových sadech v Plzni z nich byla odhalena Cesta Jana Hanče.

## Publikace
- 2004 Černé práce/Black Works, Edice RR [7] ISBN 80-903061-4-4
- 2010 Světla města / The City Lights / Les Lumières de la ville, Edice RR [8] ISBN 978-80-87037-26-3
- 2012 Podzemní práce / Underground Work, EdiceRR [9] ISBN 978-80-87037-42-3
- 2013 U nás ve sklepě (Antologie poesie druhé generace undergroundu), Edice RR [10] ISBN 978-80-87037-56-0
- 2015 Ruce básníků / Hands of poets (fotografická spolupráce R. Portel a O. Přibyl), Edice RR ISBN 978-80-87037-72-0
- 2019 Literatura / Literature, Edice RR ISBN 978-80-7622-005-8